# Pseudogoniodiscaster
Pseudogoniodiscaster is een geslacht van zeesterren uit de familie Goniasteridae.				

## Soort
- Pseudogoniodiscaster wardi Livingstone, 1930